# نامه به رومیان
نامه به رومیان، ششمین کتاب در عهد جدید و طولانی‌ترین کتاب از سیزده نامه‌های پائولین است. دانشمندان کتاب مقدس موافقند که توسط پولس رسول برای توضیح  نجات از طریق عیسی مسیح ارائه شده است.

## معرفی نامهٔ پولُس رسول به رومیان
پولُس برآن بود که از کلیسای شهر روم دیدار کند، ولی پیش از آن می‌بایست به معرفی خود و اعتقاداتش می‌پرداخت. نگارش این نامه راه را برای سفر پولُس به روم هموار می‌کرد. قصد پولُس آن بود که مدتی در خدمت مسیحیان آن شهر باشد و سپس با کمک و پشتیبانی آنان رهسپار اسپانیا شود. او در این نامه به تشریح درک خود از ایمان مسیحی و چگونگی کاربرد این ایمان در زندگی عملی و روزمره می‌پردازد. این کتاب پیام پولُس را به جامع‌ترین شکل عرضه می‌دارد.
موضوع اصلی این نامه، نقشه نجات خدا و چگونگی پارسا شمرده شدن انسان‌ها است، خواه یهودیان و خواه اقوام غیریهود (۱:۱۷). برای تشریح این موضوع، پولُس به بحث درباره نکات مهمی نظیر گناه، فیض، ایمان، تقدّس، امنیت مومنان، و رابطه یهودیان و غیریهودیان در نقشه نجات خدا می‌پردازد.
این نامه، نظام‌مندترین اثر پولُس است؛ زیرا بیشتر به رساله‌ای الهیاتی و دقیق شباهت دارد تا نامه. در آن، پولُس بیش از سایر نامه‌های خود از کتاب عهد عتیق نقل قول کرده‌است (بخصوص در فصل‌های ۹ تا ۱۱). همچنین در این نامه‌است که پولُس دیدگاه مسیحی را دربارهٔ وضعیت کنونی قوم اسرائیل و رستگاری آنان تشریح می‌کند.

## تقسیم‌بندی کلّی
۱ - مقدمه (۱:۱-۱۵)
۲ - طرح موضوع رساله (۱:۱۶ و ۱۷)
۳ - نیاز تمامی بشر به نجات (۱:۱۸ تا ۳:۲۰)
۴ - طریق خدا برای نجات بشر (۳:۲۱ تا ۴:۲۵)
۵ - زندگی و حیات تازه در مسیح (۵:۱ تا ۸:۳۹)
۶ - قوم اسرائیل در نقشه خدا (۹:۱ تا ۱۱:۳۶)
۷ - مَنِش و رفتار مسیحی (۱۲:۱ تا ۱۵:۱۳)
۸ - بخش پایانی و سلام‌های شخصی (۱۵:۱۴ تا ۱۶:۲۷)